# Cicindela longilabris
Cicindela longilabris este o specie de insecte coleoptere descrisă de Thomas Say în anul 1824. Cicindela longilabris face parte din genul Cicindela, familia Carabidae.

## Subspecii
Această specie cuprinde următoarele subspecii:
- C. l. laurentii
- C. l. longilabris
- C. l. perviridis